# (35090) 1990 WR1
(35090) 1990 WR1 es un asteroide perteneciente al cinturón de asteroides descubierto el 18 de noviembre de 1990 por Eric Walter Elst desde el Observatorio de La Silla, Chile.

## Designación y nombre
Designado provisionalmente como 1990 WR1.

## Características orbitales
1990 WR1 está situado a una distancia media del Sol de 2,282 ua, pudiendo alejarse hasta 2,644 ua y acercarse hasta 1,921 ua. Su excentricidad es 0,158 y la inclinación orbital 6,205 grados. Emplea 1259,85 días en completar una órbita alrededor del Sol.

## Características físicas
La magnitud absoluta de 1990 WR1 es 15,1. 